# Bert Tonkin
Bertram Gardiner „Bert“ Tonkin (* 29. Oktober 1912 in Kew; † 28. März 2007 in Box Hill) war ein australischer Badminton- und Tennisspieler. 

## Karriere
Bert Tonkin siegte 1948 und 1951 bei den australischen Meisterschaften. Für Australien startete er 1938, 1939 und 1949 bei der Whyte Trophy. Bei den Victoria International gewann er 1933, 1934 und 1937 die Herrendoppelkonkurrenz sowie von 1939 bis 1947 viermal in Serie die Mixedwertung. 

## Sportliche Erfolge
| Saison | Veranstaltung                     | Disziplin    | Platz | Name                         |
| ------ | --------------------------------- | ------------ | ----- | ---------------------------- |
| 1948   | Australien: Einzelmeisterschaften | Mixed        | 1     | Bert Tonkin / Eva Robert     |
| 1951   | Australien: Einzelmeisterschaften | Herrendoppel | 1     | Jeffrey Robson / Bert Tonkin |